# El Huaricho
El Huaricho är en ort i Mexiko.   Den ligger i kommunen La Unión de Isidoro Montes de Oca och delstaten Guerrero, i den södra delen av landet, 400 km väster om huvudstaden Mexico City. El Huaricho ligger 61 meter över havet och antalet invånare är 354.
Terrängen runt El Huaricho är lite kuperad, och sluttar söderut.  Närmaste större samhälle är Guacamayas, 8,1 km väster om El Huaricho. 